# Бадаєв Фелікс Микитович
Фелікс Микитович Бадаєв (12 грудня 1907, село Огульці Харківської губернії, тепер Валківського району Харківської області — 1988) — радянський державний діяч, секретар Ворошиловградського, Миколаївського і Сумського обласних комітетів КП(б)У, директор Ворошиловградського педагогічного інституту.

## Життєпис
До 1925 року працював у власному сільському господарстві. У 1925—1929 роках — поштар у Котовському районі на Дніпропетровщині.
З жовтня 1929 по 1931 рік служив у Червоній армії: рядовий 11-го кавалерійського ескадрону 2-ї кавалерійської дивізії.
У 1931—1933 роках — студент робітничого факультету в місті Луганську.
Член ВКП(б) з березня 1932 року.
У 1933—1937 роках — студент Луганського (Ворошиловградського) педагогічного інституту, здобув спеціальність вчителя історії.
У 1937—1938 роках — викладач Ворошиловградського педагогічного інституту.
У 1938—1939 роках — завідувач відділу пропаганди і агітації Климовського районного комітету КП(б)У міста Ворошиловграда.
У 1939—1940 роках — лектор Ворошиловградського обласного комітету КП(б)У.
У 1940—1941 роках — директор Ворошиловградського педагогічного інституту.
У листопаді 1941 — 1942 року — секретар Ворошиловградського обласного комітету КП(б)У з пропаганди і агітації.
У листопаді 1942 — 1943 року — заступник завідувача відділу пропаганди і агітації Карагандинського обласного комітету КП(б) Казахстану.
У квітні 1944 — листопаді 1946 року — секретар Миколаївського обласного комітету КП(б)У із пропаганди та агітації.
У 1946—1948 роках — слухач Вищої партійної школи при ЦК ВКП(б).
У травні (затв.) 1948 — вересні 1952 року — секретар Сумського обласного комітету КП(б)У із пропаганди та агітації.
З 1952 року — голова правління Сумського обласного Товариства для поширення наукових і політичних знань («Знання»).
З 1968 року — персональний пенсіонер.

## Звання
- капітан

## Нагороди
- ордени
- медаль «За перемогу над Німеччиною у Великій Вітчизняній війні 1941—1945 рр.» (1945)
- медалі